# Struga Krępkowicka
Struga Krępkowicka – struga ma swoje źródła na zachód od wsi Krępa Kaszubska. Struga znajduje się na obszarze gminy Nowa Wieś Lęborska w powiecie lęborskim. Struga przepływa pod Kanałem Łebskim (pierwotnie przepływała) i uchodzi do Łeby.
Do lat pięćdziesiątych XX w. stosowana była nazwa niem. „Siemel-B.”.